# ام قصر
ام قصر (به عربی: أم قصر) شهری بندری در جنوب شرقی عراق است. این شهر در کناره خورالزبیر که خود بخشی از خور عبدالله است واقع شده‌است و از طریق این خور به خلیج فارس راه آبی دارد. تا پیش از جنگ خلیج فارس در سال ۱۹۹۱ با پلی بر روی خورالزبیر به کشور کویت متصل بود.

## جنگ ایران و عراق
در طی جنگ ایران و عراق هنگامی که جنگ شدت گرفت و دسترسی عراق به سایر بنادرش محدود و قطع شد اهمیت این بندر افزایش یافت. پس از نبرد اول فاو بندر ام‌القصر و تسخیر موفق فاو توسط نیروهای ایران، این بندر مورد  تهدید ایران قرار گرفت ولی هیچ وقت در طول جنگ ایران و عراق سقوط نکرد.